# Alessio Tacchinardi
Pour les articles homonymes, voir Tacchinardi.
Alessio Tacchinardi (né le 23 juillet 1975 à Crema, dans la province de Crémone, en Lombardie) est un footballeur italien, évoluant au poste de milieu défensif. International italien, il effectue l'essentiel de sa carrière à la Juventus.

## Biographie

### En club
Alessio Tacchinardi commence sa carrière en 1992 à l'Atalanta de Bergame où il joue rarement (9 matchs en deux saisons) avant d'être transféré en 1994 à la Juventus de Marcello Lippi. Il joue 404 matchs chez les bianconeri pour 15 buts inscrits. Il est alors considéré comme l'un des meilleurs milieux de terrain italien de son époque, tandis que son agressivité fait de lui une légende au sein de l'effectif bianconero.
Zinédine Zidane déclarera d'ailleurs à son sujet « Je n'ai jamais côtoyé un milieu aussi règlementaire que Tacchinardi. Il est présent partout sur le terrain. Il a tellement de qualités, c'était le Gerrard des années 1990. ».
En 2005, il est prêté à Villareal pour une saison mais il prolonge son contrat jusqu'en 2007 avant de signer pour deux saisons avec Brescia. Le contrat a été rompu d'un commun accord entre le club et Alessio Tacchinardi. Après avoir joué quelques mois supplémentaires en amateur, il raccroche les crampons, avec un palmarès important : plusieurs titres de champion d'Italie et une Ligue des champions.
Le bilan de sa carrière s'élève à 350 matchs en championnat, pour 21 buts inscrits, avec notamment 274 matchs en Serie A. Il joue également 78 matchs en phase finale de la Ligue des champions.

### En équipe nationale
Avec les espoirs italiens, il participe au championnat d’Europe espoirs en 1996. L'Italie remporte le tournoi en battant l'équipe de France en demi-finale puis l'Espagne en finale après une séance de tirs au but. 
Alessio Tacchinardi dit Takky reçoit 13 sélections avec la Nazionale. 
Il joue son premier match en équipe d'Italie le 6 septembre 1995, contre la Slovénie. Ce match gagné 1-0 à Udine rentre dans le cadre des éliminatoires de l'Euro 1996.
Il dispute par la suite quatre rencontres lors des éliminatoires du mondial 2002, avec pour résultats trois victoires et un nul.
Il reçoit sa dernière sélection le 10 septembre 2003, contre la Serbie & Monténégro, lors des éliminatoires de l'Euro 2004 (score : 1-1 à Belgrade).

## Style de jeu
Alessio Tacchinardi avait la particularité de passer le ballon à ses coéquipiers[évasif].

## Palmarès

### En équipe nationale
- Vainqueur du championnat d'Europe espoirs en 1996 avec l'équipe d'Italie des moins de 21 ans

### En club
- Vainqueur de la Ligue des champions en 1996
- Finaliste de la Ligue des champions en 1997, 1998 et 2003
- Vainqueur de la Coupe intercontinentale en 1996
- Vainqueur de la Supercoupe de l'UEFA en 1996
- Champion d'Italie en 1995, 1997, 1998, 2002, 2003 et 2005 (le dernier titre de 2005 ayant été annulé à la suite de l'affaire du Calciopoli)
- Vainqueur de la Coupe d'Italie en 1995
- Finaliste de la Coupe d'Italie en 2002 et 2004
- Vainqueur de la Supercoupe d'Italie en 1995, 1997, 2002 et 2003